# Carex conoidea
Carex conoidea är en halvgräsart som beskrevs av Carl Ludwig von Willdenow. Carex conoidea ingår i släktet starrar, och familjen halvgräs. Inga underarter finns listade i Catalogue of Life.